# Xã Chalk Bluff-Liddell, Quận Clay, Arkansas
Xã Chalk Bluff-Liddell (tiếng Anh: Chalk Bluff-Liddell Township) là một xã thuộc quận Clay, tiểu bang Arkansas, Hoa Kỳ. Năm 2010, dân số của xã này là 598 người.